# István M. Szabó (Generalmajor)
István M. Szabó (* 22. Juli 1923 in Melykút) ist ein ehemaliger Offizier in der Volksrepublik Ungarn und war zuletzt Generalmajor (Vezérőrnagy) im Innenministerium (Belügyminisztérium) sowie von 1962 bis 1979 Chef des Polizeipräsidiums im Komitat Szolnok.

## Leben
István M. Szabó, Sohn von Margit Krausz, legte 1943 am Gymnasium das Abitur ab und absolvierte zwischen 1943 und 1944 eine Berufsausbildung zum Elektroinstallateur im Betrieb Korti Elektrik- und Funktechnik und wurde vom 14. April bis zum 26. Dezember 1944 zum Militärdienst im 102/204. Feldarbeiterbataillon eingezogen. Nachdem er zwischen Februar und März 1945 kurzzeitig Beamter in einer Gemeindeverwaltung war, war er zwischen dem 4. April und Juli 1945 Polizist auf Probe in der Polizeistation Tompa und wurde im Juli 1945 in die Ungarische Staatspolizei (Magyar Államrendőrség) übernommen. Nach seiner Beförderung zum Unterleutnant (Alhadnagy) wurde er zunächst Mitarbeiter der Polizeidienststelle Jánoshalma sowie nach seiner Beförderung zum Leutnant (Hadnagy) 1947 der Polizeidienststelle Baja. Nachdem er 1948 einen Ermittlungsbeamtenlehrgang abgeschlossen hatte, wurde er 1949 als Oberleutnant (Főhadnagy) Mitarbeiter der damals eigenständigen Staatsschutzbehörde ÁVH (Államvédelmi Hatóság) und fand in den folgenden Jahren Verwendungen in der ÁVH-Dienststelle Szeged, in der er 1952 zum Hauptmann (Százados) befördert wurde. Nachdem die Aufgaben der ÁVH wieder dem Innenministerium (Belügyminisztérium) zugeordnet wurde, war er zwischen dem 8. Juli 1953 und dem 23. Oktober 1956 Mitarbeiter des Polizeipräsidiums im Komitat Csongrád. Er wurde dort 1955 zum Major (Őrnagy) befördert und besuchte 1956 einen fünfmonatigen Lehrgang an der Parteischule der Partei der Ungarischen Werktätigen MDP (Magyar Dolgozók Pártja).
Nach der Niederschlagung des Volksaufstandes (23. Oktober bis 4. November 1956) wurde Szabó am 30. November 1956 als Major in den Polizeidienst übernommen und war daraufhin vom 12. Dezember 1956 bis zum 16. Oktober 1962 Leiter der Abteilung Politische Ermittlungen (Politikai Nyomozó Osztály). Er wurde am 1. November 1961 zum Oberstleutnant (Alezredes) befördert und besuchte zudem 1962 die Marxismus-Leninismus-Abenduniversität. Zuletzt wurde er am 17. Oktober 1962 Chef des Polizeipräsidiums im Komitat Szolnok und bekleidete dieses Amt mehr als 17 Jahre lang bis zu seinem Eintritt in den Ruhestand am 31. Dezember 1979. Er wurde am 4. November 1966 zum Oberst (Ezredes) befördert und absolvierte 1971 einen dreimonatigen Managementlehrgang an der Parteihochschule der Ungarischen Sozialistischen Arbeiterpartei MSZMP (Magyar Szocialista Munkáspárt). Im Oktober 1970 wurde er zudem Mitglied des Exekutivkomitees des Parteikomitees der MSZMP im Komitat Szolnok. Zuletzt wurde er am 1. April 1975 noch zum Generalmajor (Vezérőrnagy) befördert.